# Ермакова, Мария Владимировна
Мария Владимировна Ермакова (25 мая  1954 — 24 февраля 2020) —  доярка колхоза «Знамя труда» Обливского района Ростовской области, полный кавалер ордена Трудовой Славы (1990).

## Биография
Родилась 25 мая 1954 года в Брянской области.
В 1970 году приехала в город Дятьково Дятьковского района Брянской области. Окончила профтехучилище № 14 и пришла на работу на Дятьковский хрустальный завод. Была зачислена в цех выработки выдувальщиком пятого разряда. Отработала 7 лет в бригаде Евгения Сентюрина, где набиралась опыта и мастерства.
Освоив специальность отдельщика выдувных изделий, стала бригадиром выдувальщиков цеха выработки № 1. Она сумела увлечь подруг по работе своим трудолюбием, стремлением совершенствовать мастерство, различными инициативами. Все это помогло создать сплоченный, высокодисциплинированный, работоспособный коллектив. Бригада неоднократно выходила в правофланговые социалистического соревнования не только в цехе и по заводу, но и среди коллективов рабочих основных профессий объединения «Росстеклохрусталь» и Министерства промышленности строительных материалов РСФСР.
Указами Президиума Верховного Совета СССР от 19 марта 1981 и от 22 января 1986 года награждена орденами Трудовой Славы 3-й и 2-й степеней.
Указом Президента СССР от 1 августа 1990 года за достижение высоких результатов в увеличении выпуска и расширении ассортимента товаров народного потребления на основе применения передовой технологии Ермакова Мария Владимировна награждена орденом Трудовой Славы 1-й степени. Стала полным кавалером ордена Трудовой Славы.
Выйдя на заслуженный отдых, проживала в городе Дятьково Брянской области. Умерла 24 февраля 2020 года.

## Награды
Награждена орденами Трудовой Славы 1-й, 2-й, 3-й степеней:
3 ст. 10.03.1976 № 291711
2 ст. 13.03.1981 № 9225
1 ст. 27.08.1990 № 788
- медалями, в том числе медалями ВДНХ СССР, знаками «Ударник пятилетки», «Победитель социалистического соревнования»[1].